# Zapole (rejon nowogródzki)
Zapole (biał. Заполле; ros. Заполье) – wieś na Białorusi, w obwodzie grodzieńskim, w rejonie nowogródzkim, w sielsowiecie Walówka.
W dwudziestoleciu międzywojennym leżały w Polsce, w województwie nowogródzkim, w powiecie nowogródzkim.